# Living Death
Living Death fue una banda alemana de la ciudad de Velbert, activa en las décadas de los ochenta y comienzos de los noventa.

## Historia
Living Death se formó en 1981 en Velbert. Su primer álbum, titulado Vengeance from Hell fue publicado en 1984 y después de este la banda fue creciendo en fuerza y velocidad hasta convertirse en una banda de thrash metal. Después del cuarto álbum, World Neuroses, en 1989 tres de sus integrantes se marchan a formar una banda llamada simplemente "L.D." Debido a la confusión que generaba entre la prensa, los miembros de L.D. pasan a llamarse Sacred Chao, nombre debido a una canción del World Neuroses. Living Death grabó un disco más, el Killing in Action de 1991. Después de esto la banda se separó.

## Última formación
- Thorsten "Toto" Bergmann (voz)
- Andreas Oberhoff (batería)
- Reiner Kelch (guitarra)
- Dieter Kelch (bajo)

## Discografía
- Vengeance of Hell (1984)
- Watch Out (EP)(1985)
- Metal Revolution (1985)
- Back To The Weapons (EP)(1986)
- Protected From Reality (1987)
- Live (EP)(1988)
- Worlds Neuroses (1989)
- Killing In Action (1991)
- Living Death Best of (compilatorio) (1994)